# Dunai Szigetek blog
A Dunai Szigetek blog Szávoszt-Vass Dániel geográfus és hidrológus ismeretterjesztő honlapja.

## Története
A 2009 augusztusában indult blog 2023. október 15-ig 863 darab bejegyzése részletesen mutatja be a folyam teljes szakaszának szigetei mellett a földrajzi változásait, továbbá a partmenti tájegységek biológiai és antropogén aspektusú történetét. (A blog szövege hivatkozással szabadon felhasználható.)

## Az Év Dunai Szigete
A honlap rendszeresen indított szavazása három jelölttel. 2022-ig csak létező szigetekre lehetett szavazni. 2023-tól egy létező hazai, egy eltűnt és egy Magyarország határain túl található sziget versenyez.
Az eddigi nyertesek:
- 2013-ban a váci Kompkötő-sziget,
- 2014-ben az esztergomi Helemba-sziget,
- 2015-ben a kismarosi Kismarosi-sziget,
- 2016-ban a dunaújvárosi Szalki-sziget,
- 2017-ben a Szlovákiába szakadt Csallóköz,
- 2018-ban a soroksári Molnár-sziget,
- 2019-ben a rácalmási Nagy-sziget,
- 2020-ban a ráckevei Kerekzátony-sziget,
- 2021-ben a Mohácsi-sziget,
- 2022-ben az esztergomi Prímás-sziget,
- 2023-ban a soroksári Gubacsi-sziget.

A legtöbb évben fotópályázatot is kiír.